# Callosciurus phayrei
Callosciurus phayrei е вид гризач от семейство Катерицови (Sciuridae). Видът не е застрашен от изчезване.

## Разпространение
Разпространен е в Китай (Юннан) и Мианмар.